# Арнолд Шенберг
Арнолд Шенберг (Беч, 13. септембар 1874 — Лос Анђелес, 13. јул 1951) био је аустријски композитор, теоретичар музике, професор, сликар и писац јеврејског порекла. Арнолд Шенберг је рођен у јеврејској породици ниже средње класе, у Леополдштат округу у Бечу. Његов отац Самуило, родом из Братиславе био је трговац. Иако је његова мајка Паулин, родом из Прага, била учитељица клавира, Арнолд је био углавном самоук. Он је само узимао часове из контрапункта од композитора Александра фон Землинског. Од 1933. живео је у САД. Своје презиме записивао је   све до селидбе у Сједињене Америчке Државе када се демонстративно вратио јеврејској вери и почео користити име енгл. Schoenberg, „из поштовања према америчкој пракси“. Његови први радови представљају наставак традиције супротстављених немачких романтичарских стилова Брамса и Вагнера, док касније почиње да уводи све више атоналност у виду додекафонске технике компоновања која подразумева употребу тонских низова.
Био је близак експресионистичком покрету у немачкој поезији и уметности, и вођа Друге бечке школе у музици. У музику је увео естетику атоналности и хроматску лествицу са 12 степени (додекафонија). Увео је израз „развојна варијација“, а био је и први модерни композитор који је увео развој мотива без обазирања на доминацију једне музичке теме. Многи његови поступци, укључујући формализацију композиционе методе, као и отворено позивање публике на аналитичко размишљање, одјекују у авангардној музичкој пракси кроз цели 20-ти век.
Шенберг је био важан музички теоретичар и утицајни професор композиције, а његови ученици били су Албан Берг, Антон Веберн, Ханс Аислер, Егон Велесц, а касније Џон Кејџ, Лу Харисон, Ерл Ким, Леон Киршнер, и други истакнути музичари.